# Библия на крал Джеймс
Библията на крал Джеймс (на английски: King James Version, KJV) е английски превод на Библията, изготвен през 1604 – 1611 година за нуждите на Англиканската църква.
Преводът е възложен от крал Джеймс I на група англикански учени, които трябва да коригират някои критикувани от пуританите неточности в по-ранните английски преводи. През XVIII век Библията на крал Джеймс, с малки изключения на отделни текстове, се налага като основният англоезичен текст на Библията за Англиканската и другите протестантски църкви.